# 1962 Дюнан
1962 Дюнан  (1962 Dunant) — астероїд головного поясу, відкритий 24 листопада 1973 року.
Тіссеранів параметр щодо Юпітера — 3,154.